# San Nicolás (navire)
Pour les articles homonymes, voir San Nicolás.
Le San Nicolás, de son nom complet San Nicolás de Bari, est un navire de ligne de 80 canons en service dans l'Armada espagnole. Il est lancé en 1769.

## Histoire
Il est capturé le 14 février 1797 par les Britanniques lors de la bataille du cap Saint-Vincent. À l'origine de ce fait d'armes, les marins du HMS Captain commandés par Horatio Nelson. Durant la bataille, le Captain capture également le San José de 112 canons.

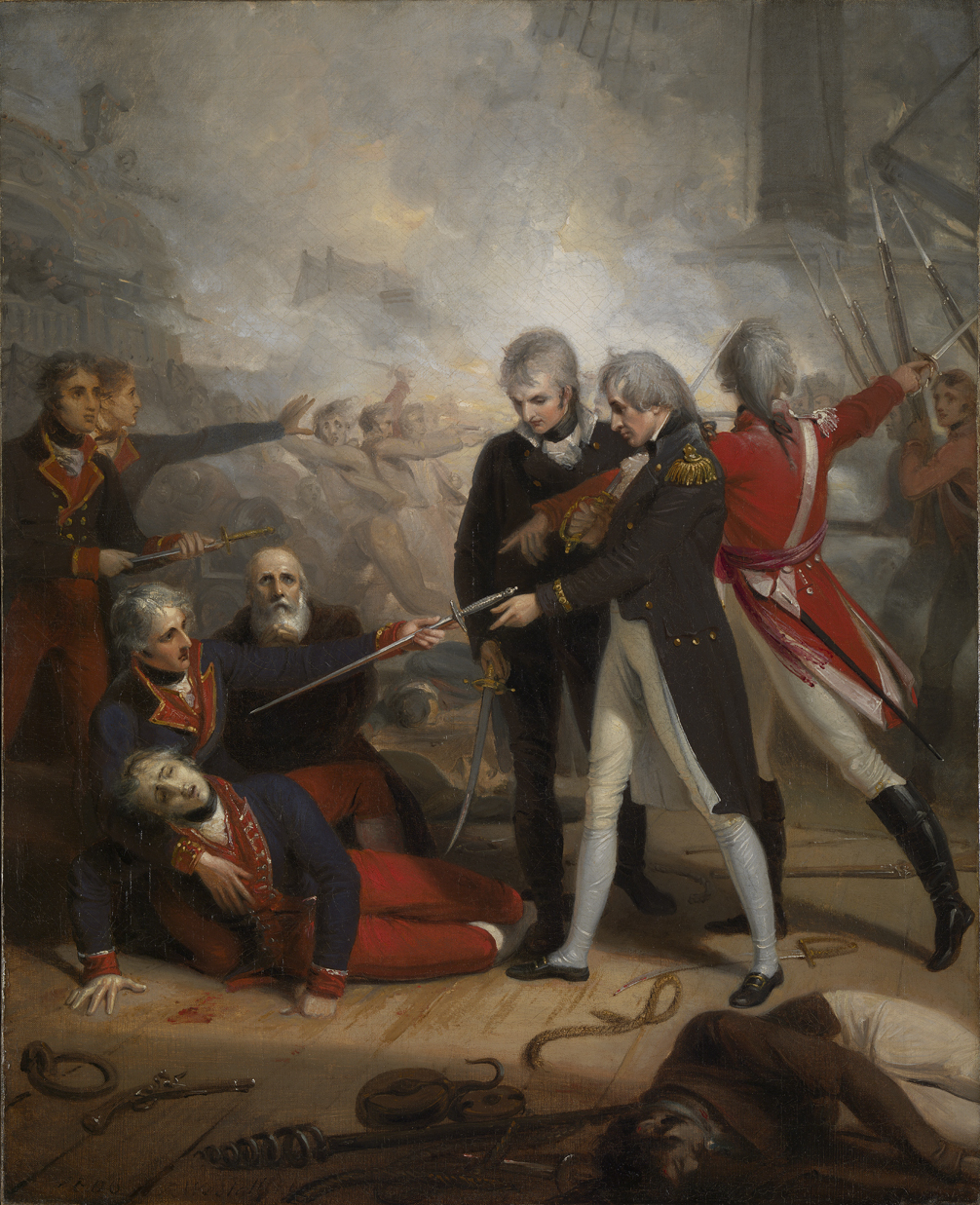
Horatio Nelson obtient la reddition du San Nicolás. Peinture de Richard Westall.

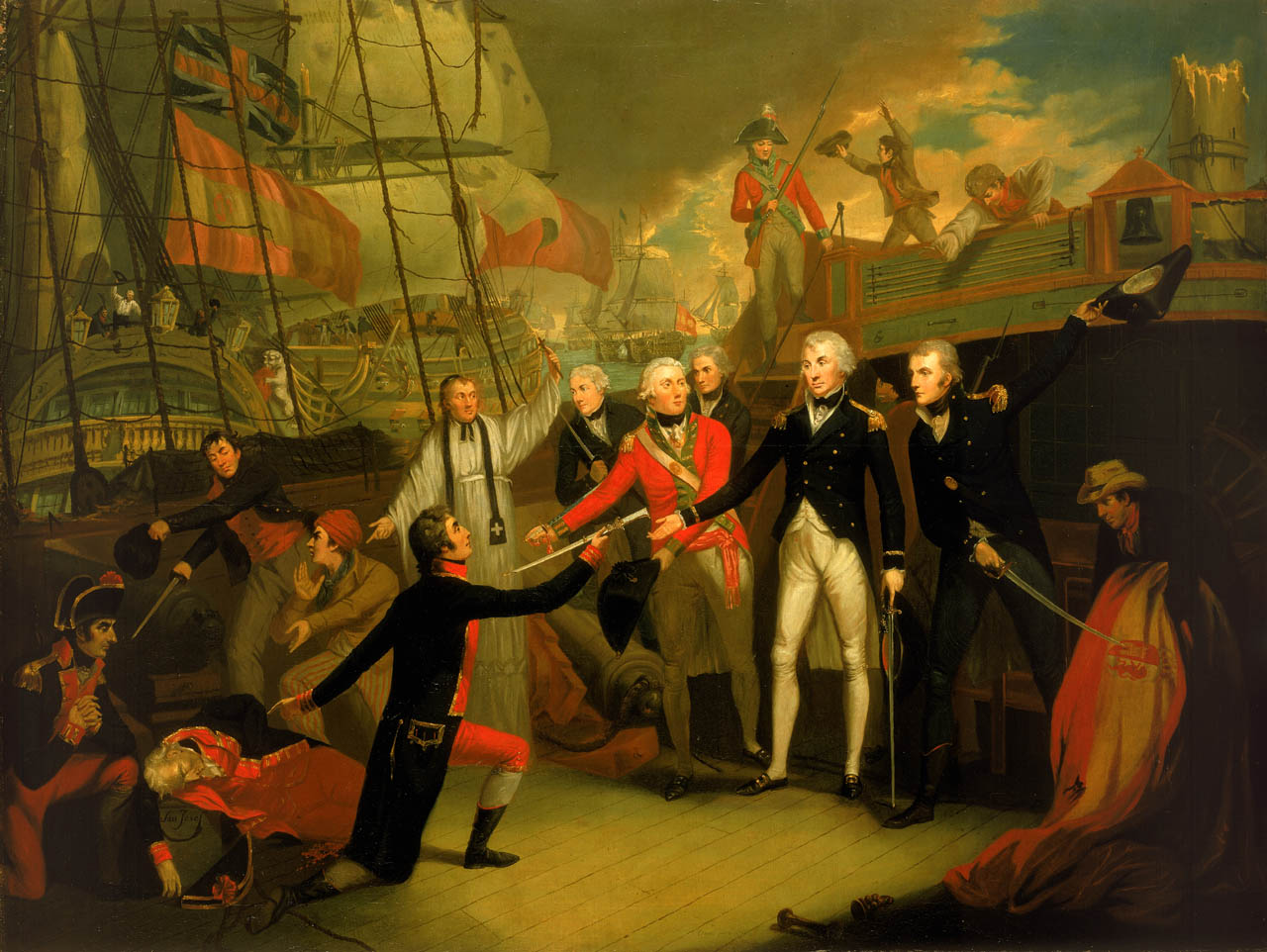
Même scène selon Daniel Orme.

Le San Nicolás est ensuite renommé HMS San Nicolas.
En 1800, il est transformé en ponton avant d'être vendu en 1814.